# Reichenbach (Horní Lužice)
Reichenbach (hornolužickosrbsky Rychbach) je město v Horní Lužici v německé spolkové zemi Sasko. Nachází se v zemském okrese Zhořelec a má přibližně 4 800 obyvatel.

## Geografie
Obcí protéká říčka Schwarzer Schöps s přítokem Feldbach. Nejvyšším bodem je vrch Rotstein (455 m) s vrcholovou rozhlednou. V Reichenbachu se nachází nádraží na železniční trati Zhořelec–Drážďany.

## Historie
Vesnice Oberreichenbach a Niederreichenbach byly založeny kolem roku 1200. Pozdější město Reichenbach je poprvé zmíněno roku 1238 v listině krále Václava I. určené cisterciáckému klášteru Sankt Marienthal.

## Správní členění
Reichenbach se dělí na 9 místních částí:
- Dittmannsdorf
- Mengelsdorf
- Mueselwitz
- Niederreichenbach
- Oberreichenbach
- Oehlisch
- Reichenbach
- Sohland am Rotstein
- Zoblitz

## Pamětihodnosti
- zámek Mengelsdorf
- zámek Mittelhof
- zámek Goßwitz
- zámek Krobnitz
- rozhledna Rotstein
- kostel svatého Jana

## Osobnosti
- Ernst Karl Gotthelf von Kiesenwetter (1757–1823) – politik
- Christian Gottlieb Käuffer (1757–1830) – farář, historik
- Otto Carl Claudius (1796–1879) – skladatel, učitel, hudebník
- Maximilian von Klotz (1796–1864) – lesník
- Albrecht von Roon (1803–1879) – pruský generál a ministr
- Ludwig Eduard Nollau (1810–1869) – misionář, spoluzakladatel americké církve United Church of Christ
- Otto Theodor von Seydewitz (1818–1898) – prezident německého parlamentu
- Damm von Seydewitz (1845–1899) – zemský hejtman Horní Lužice
- Max Hermann Ohnefalsch-Richter (1850–1917) – archeolog
- Heinrich Edgar Martini (1871–1932) – klasický filolog
- Erich Bär (1905–1981) – amatérský astronom a zakladatel lidové hvězdárny v Radebergu
- Werner Jochmann (1921–1994) – historik
- Barbara Bartos-Höppner (1923–2006) – spisovatelka
- Manfred Freitag (1934–1995) – scenárista a spisovatel
- Jack Barsky (* 1949 jako Albrecht Dittrich) – německo-americký agent KGB